# Кожакент
Кожакент (каз. Қожакент, 1997 г. — Миялы) — село в Жанакорганском районе Кызылординской области Казахстана. Административный центр Кожакентского сельского округа. Код КАТО — 434053100.

## Население
В 1999 году население села составляло 2747 человек (1386 мужчин и 1361 женщина). По данным переписи 2009 года, в селе проживало 3007 человек (1495 мужчин и 1512 женщин).

## Известные жители и уроженцы
- Абиев, Арапбек (род. 1942) — Герой Социалистического Труда.